# フリーモント (カリフォルニア州)
フリーモント（英語: Fremont、英語発音: /ˈfrimɑn(t)/）は、アメリカ合衆国カリフォルニア州のアラメダ郡にある都市。サンフランシスコ湾南東岸に位置する。人口は約23万人（2020年）で、サンフランシスコ・ベイエリアでは4番目の都市である。
1956年1月23日にセンタービル、ナイルズ、アービントン、ミッション・サンノゼ、ワームスプリングスの5つの小さな自治体が合併して市が成立した。探検家、軍人のジョン・C・フレモントが市名の由来である。
市の大部分はサンフランシスコ・ベイエリア南東のイーストベイに位置している。イーストベイ地区では最もシリコンバレーに近く、しばしばその一部にも関連付けられる。
フリーモント、ニューアーク（周りをフリーモントに囲まれている）、ユニオンシティの3つの市で構成される地域は、トリシティ（Tri-City）として知られている。
フリーモントはアメリカで最もアフガニスタン系アメリカ人の人口が多い。

## 歴史
フリーモント地域の歴史の記録は1795年6月6日、スペイン人のフェルミン・ラスエン神父がミッション・サンノゼ伝道所を設立したときに始まった。伝道所はオローニ族の村Oroysomに建設された。フリーモントに最初に訪れた英語を話す人物は、著名な罠猟師で探検家のジェデダイア・スミスで、1827年のことだった。
伝道所は繁栄し、人口は1831年に1,887年に達した。1834年にメキシコ政府が宗教分離の法律を成立させた後、伝道所は衰退していった。
マリアーノ・ヴァレーホの父、ホセ・デ・ヘスス・ヴァレーホはメキシコ政府からランチョ・アローヨ・デ・ラ・アラメダの土地特許を与えられた。彼の家族は植民地時代後期のフリーモント周辺では影響力があり、ナイルズ・キャニオンの入り口あたりに製粉所を建設した。
1846年にはジョン・C・フレモントが町を訪れた。サンフランシスコ湾の南東部へ開拓者が近づきやすくなるために、彼はミッション・パスを通る道の地図を作成した。
フリーモント周辺はカリフォルニア・ゴールドラッシュの時期に急速に発展した。ミッション・サンノゼと呼ばれた町は旧伝道所の周辺で発展し、1850年に郵便局が開設された。葡萄やオリーブ、種苗など、農業が町の経済で最も重要であった。1868年にヘイワード断層でマグニチュード6.8のヘイワード地震が発生し、フリーモント周辺の建物は軒並み崩壊し、ミッション・サンノゼも破壊された。
1906年に発生したサンフランシスコ地震で破壊されるまで、フリーモント地域のパームデール・ワイナリーはカリフォルニアで最大規模であった。
1912年から1915年にかけ、フリーモントのナイルズ地区はカリフォルニアで最も早く映画産業の拠点が置かれた（エッサネイ・スタジオを参照）。チャールズ・チャップリンはフリーモントで数多くの映画を撮影した。その中で最も有名なのはチャップリンの失恋（The Tramp）である。
フリーモントはウォーリー・ポンドの指導の下で、センタービル、ナイルズ、アービントン、ミッション・サンノゼ、ワームスプリングスの5つの町が合併して1956年に市として法人化された。フリーモントで最初の郵便局も同年に開設された。
1953年から1962年にかけて、フリーモントではさらに産業化が進んだ。1980年代～90年代にはハイテク産業のブームが起こりとりわけ、市内のワームスプリングス地区やシリコンバレーに隣接した市で急速に発展した。市内にあったAppleの工場では、初めてMacが生産された（1993年に閉鎖）。
その他にはシーラス・ロジック、アシスト・テクノロジーズ、マットソン・テクノロジー、ラム・リサーチ、プレミシス・コミュニケーションズ、ネクストリンク・カリフォルニアなどの半導体、電気通信産業などの企業が市内で開設された。
1999年までには、約750社のハイテク企業がオフィス、本社、生産工場などがフリーモントにあった。これらのうちイーストベイのトップ50の企業には18社、サンフランシスコ・ベイエリアの成長力の高い企業トップ100には15社が入っていた。
ゼネラルモーターズの自動車組み立て工場が市の南部にあり、かつては最大の雇用主であった。1980年代にGMの工場はトヨタの組み立て工場と合弁し、NUMMIが設立された。工場は2010年に操業を停止した。工場の一部は2010年6月にテスラが取得し、テスラ・ファクトリーとして知られる生産拠点となっている。
ソーラーパネルメーカーのソリンドラは、オバマ大統領がクリーン・エネルギー企業の象徴として政府をあげて支援していた。
ソリンドラはエネルギー省から5億3,500万ドル（約400億円）もの融資を受け、最先端のロボット技術を取り入れた工場を7億3,300万ドルをかけて建設した。しかし、2011年に同社は連邦倒産法第11章の適用による破産を申請し、1,000人の従業員を解雇した。クパチーノに本社を置くハードディスクドライブの製造メーカー、シーゲイト・テクノロジーがソリンドラの旧社屋を購入した。

## 地理

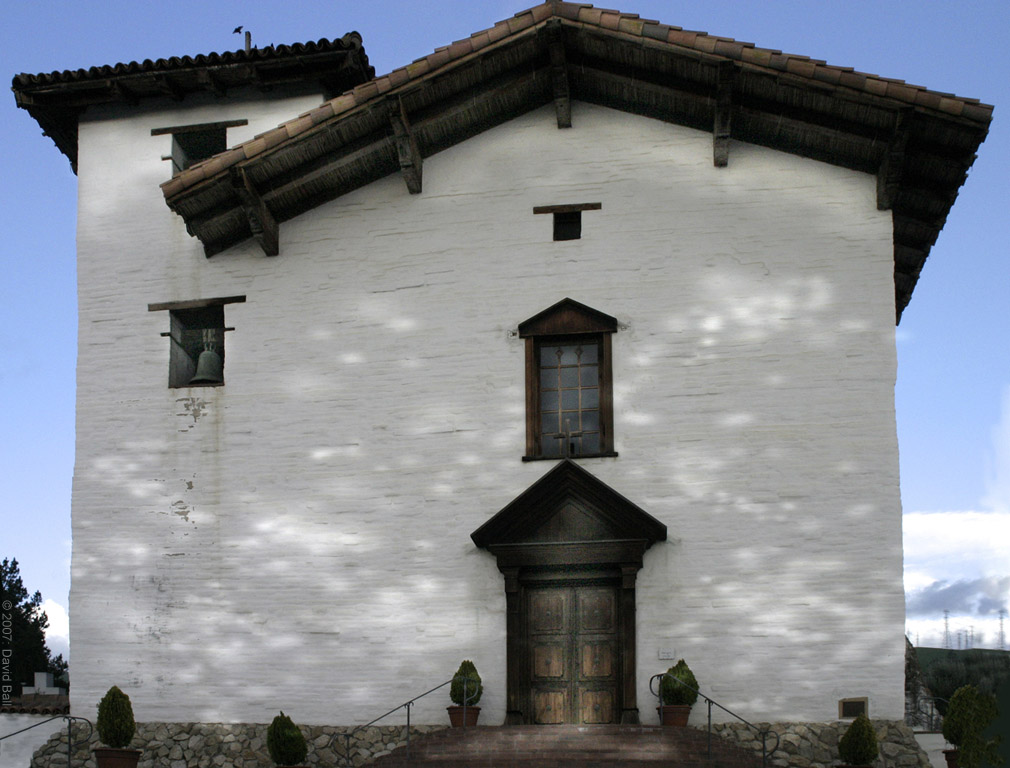
復元された、1809年当時のミッション・サンノゼ教会の正面

センタービル、ナイルズ、アービントン、ミッション・サンノゼ、ワームスプリングスは1956年に合併してフリーモントとなるまで、それぞれ独立した小さな町であった。現在、それぞれの町はかなり広がり、もはや別々に分かれてはおらず、市の計画ではそれぞれの地域に発展の差が出ないように計画されている。ニューアークはフリーモントへの合併を断り、現在は周りをフリーモントに囲まれている。合併してから市は新たに6つの「計画地域」と呼ばれる地区を創設した。
これら6つの地区は中央、北フリーモント、南フリーモント、ベイサイド、ベイランド、ヒル・エリアである。

### 気候
フリーモントはサンフランシスコ・ベイエリアで典型的な地中海性気候に属している。近隣のサンノゼのように、降水量は極めて少ない。これは市の西側にあるサンタクルーズの雨蔭となって乾燥するためである。
| Fremont, Californiaの気候 | Fremont, Californiaの気候 | Fremont, Californiaの気候 | Fremont, Californiaの気候 | Fremont, Californiaの気候 | Fremont, Californiaの気候 | Fremont, Californiaの気候 | Fremont, Californiaの気候 | Fremont, Californiaの気候 | Fremont, Californiaの気候 | Fremont, Californiaの気候 | Fremont, Californiaの気候 | Fremont, Californiaの気候 | Fremont, Californiaの気候 |
| 月                        | 1月                       | 2月                       | 3月                       | 4月                       | 5月                       | 6月                       | 7月                       | 8月                       | 9月                       | 10月                      | 11月                      | 12月                      | 年                        |
| ------------------------- | ------------------------- | ------------------------- | ------------------------- | ------------------------- | ------------------------- | ------------------------- | ------------------------- | ------------------------- | ------------------------- | ------------------------- | ------------------------- | ------------------------- | ------------------------- |
| 平均最高気温 °F （°C）    | 58.1 (14.5)               | 61.6 (16.4)               | 65.3 (18.5)               | 69.0 (20.6)               | 71.9 (22.2)               | 75.4 (24.1)               | 78.1 (25.6)               | 79.0 (26.1)               | 78.3 (25.7)               | 72.8 (22.7)               | 64.4 (18)                 | 57.8 (14.3)               | 69.31 (20.73)             |
| 平均最低気温 °F （°C）    | 42.2 (5.7)                | 44.3 (6.8)                | 46.3 (7.9)                | 48.5 (9.2)                | 51.6 (10.9)               | 54.8 (12.7)               | 56.6 (13.7)               | 56.8 (13.8)               | 55.5 (13.1)               | 51.7 (10.9)               | 46.1 (7.8)                | 42.5 (5.8)                | 49.74 (9.86)              |
| 降水量 inch （mm）        | 3.07 (78)                 | 3.17 (80.5)               | 2.92 (74.2)               | 1.16 (29.5)               | 0.49 (12.4)               | 0.10 (2.5)                | 0.00 (0)                  | 0.04 (1)                  | 0.21 (5.3)                | 0.85 (21.6)               | 1.85 (47)                 | 2.82 (71.6)               | 16.68 (423.6)             |
| 出典：NOAA                |                           |                           |                           |                           |                           |                           |                           |                           |                           |                           |                           |                           |                           |

## 人口動態
以下は2010年国勢調査による人口統計データである。
| 基礎データ - 人口: 214,089人 - 世帯数: 71,004世帯 - 家族数: 55,573家族 - 人口密度: 943.5人/km2（2,443.7人/mi2） - 住宅数: 73,989 軒 - 住宅密度: 326.1軒/km2（844.5 軒/mi2） - 住宅 - 持家: 62.6% - 賃貸: 37.4% - 住人 - 持家: 63.8% - 賃貸: 35.4% - 空家率 - 持家: 1.3% - 賃貸: 4.5% - 集団生活者: 969人（0.5%） - 施設収容者: 682人（0.3%） 人種別人口構成 - 白人: 32.8%（ヒスパニックを除くと26.5%） - アフリカン・アメリカン: 3.3% - ネイティブ・アメリカン: 0.5% - アジア人: 50.6% - インド系: 18.1% - 中国系: 17.8% - フィリピン系: 6.7% - ベトナム系: 2.5% - 韓国系: 1.8% - パキスタン系: 1.0% - 日系: 0.8% - ミャンマー系: 0.6% - 太平洋諸島系: 0.5% - その他の人種:6.4% - 混血: 5.9% - ヒスパニック・ラテン系: 14.8% | 年齢別人口構成 - 18歳未満: 24.9% - 18-24歳: 7.3% - 25-44歳: 31.3% - 45-64歳: 26.4% - 65歳以上: 10.2% - 年齢の中央値: 40.8歳 - 性比（女性100人あたり男性の人口） - 総人口: 98.9 - 18歳以上: 96.4 世帯と家族（対世帯数） - 18歳未満の子供がいる: 43.8% - 結婚・同居している夫婦: 63.5% - 未婚・離婚・死別女性が世帯主: 10.0% - 未婚・離婚・死別男性が世帯主: 4.8% - 未婚の異性のカップル: 3.9% - 同性のカップル: 0.6% - 単身世帯: 16.3% - 65歳以上の老人1人暮らし: 5.2% - 平均構成人数 - 世帯: 2.99人 - 家族: 3.36人 |

2007年の推計によると、収入の中央値は世帯で93,342ドル、家族で103,846ドルであった。
男性では59,274ドル、女性は40,526であった。一人当たりの所得は31,411であった。人口の5.4%及び家族の3.6%は貧困線以下である。全人口のうち18歳未満の5.9%及び65歳以上の6.2%は貧困線以下の生活を送っている。
ソビエト連邦の軍事介入によりアフガニスタン紛争が発生して以降、アフガニスタンから大量の難民が流入した。フリーモントはアメリカで最もアフガニスタン系アメリカ人が集中している場所である。カーレド・ホッセイニが2003年に著した小説『君のためなら千回でも』（The Kite Runner）ではアフガニスタンからアメリカへの亡命について記述されている。フリーモントにはインド系の住民の集中も目立っており、大部分はシリコンバレーの技術部門に雇われている。
フリーモントのアジア人のコミュニティの中では、最も大きい民族のグループは中国系、インド系、フィリピン系である。フリーモントと隣のユニオンシティには太平洋諸島系、キューバ人、プエルトリコ人、スペイン人、ポルトガル人もかなりの数が集まっている。ネイティブアメリカンなどの先住民族も少なからず存在する。
市には聴覚障がい者の大きなコミュニティもある。その大部分はカリフォルニア聾学校北カリフォルニアキャンパスの学生である。

## 経済
アンテック、コルセア、イカノス・コミュニケーションズ、ラム・リサーチ、フリーモント銀行、オプリンク・コミュニケーションズ、シリコン・グラフィックス・インターショナル、シネックス、S3 Graphics、Exar、ヴォルテラ・セミコンダクター、DCKAPなどの企業が市内に本社を置いている。

### 主要な雇用主
市の包括的年間財務報告書2013年版によれば、市内の大きな雇用者トップ10は以下の通りである。
| 順位 | 雇用主                                               | 従業員数 |
| ---- | ---------------------------------------------------- | -------- |
| 1    | フリーモント統一教育学区                             | 3,000    |
| 1    | テスラ                                               | 3,000    |
| 3    | ワシントン病院                                       | 1,817    |
| 4    | ラム・リサーチ社                                     | 1,500    |
| 5    | ウェスタン・デジタル                                 | 1,300    |
| 6    | ボストン・サイエンティフィック / Target Therapeutics | 1,200    |
| 7    | シーゲイト                                           | 1,050    |
| 8    | AXT Incorporated                                     | 972      |
| 9    | カイザー・パーマネンテ                               | 880      |
| 10   | フリーモント市                                       | 832      |

## 行政
市長の任期は4年である。市長は、5人の議員（市長を含む）で構成される市議会の議長を務める。市議会は市の予算を承認し、主要な政策を決定する。市議会はシティ・マネージャーと市法務官を任命する。シティ・マネージャーは市の職員として雇われ、日々の業務を運営する。
諮問機関は市議会とともに問題解決にあたり、議会の最終的な判断の手助けをする。議会の過半数の承認を受けたうえで、市長は諮問機関の構成員を任命する。理事を除けば、諮問機関の構成員の大半は任期が4年で、無給である。
フリーモント市は公安、用途地域の指定、インフラの維持、公園・緑地、社会福祉などのサービスを直接提供する。これらサービスを提供するために、市は22の部署に組織されている。
2009年の財政報告によると、市の歳入は2億8000万ドル、歳出は2億ドル、資産は12億ドル、投資は3億4000万ドル、債務は2億6000万ドルであった。2015年時点では、年間の予算は1億6000万ドルで、市の職員は800人であった。
市議会は毎年7月1日に均衡予算を承認する。ここ数年、行政サービスの縮小や、市の職員の削減、労働組合による賃金の協定などが予算上の問題となっている。
アラメダ郡水道局とユニオン・サニタリー地区が上下水道を供給している。

### 大陪審による記録管理の調査
2015年、大陪審は市が州法の定める公文書に関する規定を順守していないと明らかにした
。
電子メールを2年以上は保存しなくてはいけないところ、そのほとんどを30日後に削除していた。全ての電子メールは手動で保存をしなければ、自動的に「保存されない下書き」に移動されるようになっていた。
市のfremont.govのアドレスに届いたメールも、議員個人の電子メールアカウントに転送されたメールについても、市は何の記録も残していなかった。市は電子データの記憶容量を確保する目的でメールの自動削除をしていたが、大陪審は州法を順守するための費用はそれほど高くないだろうとの判断を示した
。
大陪審の調査結果に応え、市は記録保存の手順について総点検を予定しており、電子メールの保存期間を90日に改める。大陪審は全ての電子メールを州の公記録法に基づいて保存することを推奨したが、市は拒否した。市法務官は「for lunch at Tony's」というスパムによって市のデータストレージに負荷がかかっていると言及した
。

## 教育

### 小学校・中学校・高校
フリーモント統一教育学区内にはアメリカン高校、アービントン高校、ジョン・F・ケネディ高校、ミッション・サンノゼ高校、ワシントン高校の5校がある。これら5校に加え、ユニオンシティのジェームズ・ローガン高校と、ニューアークのニューアーク記念高校はミッション・バレー・アスレチックリーグ（MVAL）に参加している。
学区内には中学校が5校（センタービル、ホプキンス、ホーナー、ソーントン、ウォルタース）、小学校が29校ある。フリーモント統一教育学区ではニューアーク、ニューヘイブンの各学区と共同でミッションバレー地域職業プログラムを運営している。
フリーモント・クリスチャンスクールとアヴェロエス高校は学区には属していない。

### 大学
オローニ・コミュニティカレッジ地区はオローニ・カレッジを運営しており、ニューアークに小規模なキャンパスがある。市内には他にフェニックス大学のベイエリアキャンパス、ノースウェスタン工科大学、デブライ大学がある。

### 公立図書館
アラメダ郡図書館はフリーモントに本部がある。フリーモント中央図書館はアラメダ郡図書館で最大の分館で、最も多くの貸し出し数がある。分館のある建物内にはアラメダ郡図書館の運営部がある。アラメダ郡図書館はセンタービル、アービントン、ナイルズにも分館がある。

### 週末教育
日本語補習授業校のグロスマン・アカデミーはフリーモントにオフィスがある。授業はパロアルトのカバリーコミュニティセンターで行っている
。

## 交通
フリーモント市内には州間高速道路880号線（ニミッツ・フリーウェイ）と州間高速道路680号線（シンクレア・フリーウェイ）が通っている。これら2つの道路は交差していないが、ワームスプリングス地区内において、非常に交通量の多い延長約1マイルの州道262号線（ミッション・ブールバード）を通じて接続している。他には、州道84号線とミッション・ブールバードの一部である州道238号線も市内を通っている。また、サンフランシスコ湾に架かるダンバートン橋によって、湾の西側に位置するメンローパークと結ばれている。
鉄道はBARTとアルタモント通勤急行（ACE）が走っている。BARTのフリーモント駅は最南端の終着駅である。なお、ワームスプリングス地区への8.7㎞の延伸部が建設中で、さらに南のサンノゼへの延伸も計画中である。ACEのフリーモント駅はストックトンとサンノゼを結ぶ路線の停車駅となっている。
バス路線はACトランジットによって運行されている。サンタクララバレー交通局はサンノゼのダウンタウン、カリフォルニアズ・グレートアメリカ（時期限定）、サンタクララ (カリフォルニア州)など、シリコンバレー内の各所を結んでいる。
州間高速道路880号線とカルトレインに沿って騒音計が設置されている。市は遮音壁の建設によって騒音を軽減しようと努めている。
サンフランシスコ半島とアラメダ郡を繋ぐカルトレインがダンバートン・レールコリドーによって計画されている。ユニオンシティ、フリーモント-センタービル、ニューアーク、メンローパーク/イーストパロアルトなどの駅が新設またはカルトレインのために拡充される。

## 著名な人物
- ミーガン・タンディ - 女優
- ドン・ハーツフェルト - アニメーター
- レン・ワイズマン - 映画監督
- パット・ティルマン - アメリカンフットボール選手。アメリカ陸軍に入隊し、アフガニスタンで戦死。
- ヘレン・ウィルス・ムーディ - テニス選手。

## 姉妹都市
市は以下の都市と姉妹都市提携を結んでいる。
- 南オーストラリア州エリザベス（アデレード郊外）
- 埼玉県深谷市
- ラージャスターン州ジャイプル
- ソノラ州プエルトペニャスコ
- バタンガス州リパ